# Huonia melvillensis
Huonia melvillensis is een libellensoort uit de familie van de korenbouten (Libellulidae), onderorde echte libellen (Anisoptera).
De wetenschappelijke naam Huonia melvillensis is voor het eerst geldig gepubliceerd in 1998 door Brown & Theischinger.